# リンダ・マクドウェル
リンダ・マーガレット・マクドウェル（Linda Margaret McDowell CBE FBA FAcSS、1949年 - ）は、イギリスの地理学者、労働と雇用のエスノグラフィ研究者。2004年から2016年にかけて、オックスフォード大学の地理学教授であった。

## 生い立ちと教育
マクドウェルは、ユニヴァーシティ・カレッジ・ロンドンのバートレット計画大学院に学び、修士号を得た後、パートタイムの学生として学び続けPhDを取得した。ピーター・コーワン (Peter Cowan) の指導の下で、彼女はロンドンにおける住宅の変化について研究した。

## 学職歴
PhDを完成させる前の時点から、彼女はオープン大学で講義をしていた。その後、かつて学士の課程を学んだケンブリッジ大学に戻った。1999年にはロンドン・スクール・オブ・エコノミクスのチェア（教授職）に就いたが、その後ユニヴァーシティ・カレッジ・ロンドンへ移り、次いで2004年にオックスフォード大学へ転じた。
彼女は経済地理学者であり、自らを労働と雇用のエスノグラファー/民族誌学者 (ethnographer of work and employment)と称している。彼女はフェミニズムについての最初の論文を『Environment and Planning D: Society and Space』に書き、労働とジェンダーについての3冊の著作：シティ・オブ・ロンドンの金融業務におけるジェンダーの役割を検討した『Capital Culture: Gender at Work in the City』、ジェンダーと地理学についてより広汎に論じた『Gender, Place and Identity』、経済の後退局面における「男らしさ (masculinity)」を検討した『Redundant Masculinities』によって、フェミニスト地理学やジェンダーの地理学へ大きな貢献をした。また後には、1945年以降の労働と経済移民についての研究に取り組んだ。
マクドウェルの業績には、様々な賞が与えられてきた。王立地理学会からは、バック賞とヴィクトリア・メダルが授与された。2008年には、イギリス学士院のフェローに選ばれた。彼女は、社会科学アカデミーのフェローでもある。マクドウェルは、学術雑誌である『エリア (Area)』や『アンティポード (Antipode)』の編集にあたっていた。
2016年の新年の叙勲において、地理学と高等教育への貢献に対して、彼女は大英帝国勲章コマンダー (CBE) を授与された。

## おもな著書
- (2016) Migrant Women's Voices: talking about life and work in the UK since 1945. Bloomsbury,ISBN 9781474224505.
- (2013) Working Lives: Gender, Migration and Employment in Britain, 1945-2007. Wiley-Blackwell. ISBN 9781444339192.
- (2009) Working Bodies: Interactive service employment and workplace identities. Wiley-Blackwell. ISBN 978-1-4051-5977-7.
- (2005) Hard Labour: the forgotten voices of Latvian migrant 'volunteer' workers. UCL Press / Cavendish Publishing, London. ISBN 1844720209.
- (2003) Redundant Masculinities? Employment change and white working class youth. Blackwell, Oxford. ISBN 978-1-4051-0585-9.
- (1999) Gender, Identity and Place. Cambridge: Polity.
- (1997) Capital Culture: Gender at Work in the City of London. Oxford: Blackwell

## おもな論文
- (1991). Life without father and Ford: The new gender order of post-Fordism. Transactions of the Institute of British Geographers 400-419
- (1991). Multiple voices: Speaking from inside and outside the project. Antipode 24, 56-72

### 日本語訳のある論文
- (1993) Space, place and gender relations : Part I . Feminist empiricism and the geography of social relations. Progress in Human Geography, 17-2, pp.157-179.
  - （吉田容子 訳） 空間・場所・ジェンダー関係:第1部 : フェミニスト経験主義と社会的関係についての地理学 『空間・社会・地理思想』3（1998年）, pp.28-46.  NAID 120006001665
- (1993) Space, place and gender relations: Part II. Identity, difference, feminist geometries and geographies. Progress in Human Geography, 17-3, pp.305-318.
  - （影山穂波 訳） 空間・場所・ジェンダー関係:第2部 -アイデンティティ、差異、フェミニスト幾何学と地理学-『空間・社会・地理思想』3（1998年）, pp.47-59.  NAID 120006001664

## 関連文献
- 石塚道子「終わらない「問い」 : 「空間・場所・ジェンダー関係」再考」『お茶の水地理』第50号、お茶の水地理学会、2010年3月31日、2-26頁。 NAID 120002086187